# Domenick Lombardozzi
Domenico "Domenick" Lombardozzi (Nueva York, 25 de marzo de 1976) es un actor estadounidense conocido por papeles como Thomas "Herc" Hauk en The Wire, Ralph Galino en Oz, Dominick "Dom" en Entourage, Ray Zancanelli en Breakout Kings y Ralph Capone en Boardwalk Empire.

## Filmografía
- Reacher (2024) - Gaetano Russo
- Fresh Kills (2023) - Joe
- Reptiles (2023) - Wally
- Tulsa King (2022-) - Charles 'Chickie' Invernizzi
- El irlandés (2019) - Anthony Salerno[1]
- Cold Pursuit (2019) - Mostang
- Ray Donovan serie, sexta temporada, 2018, como Sean “Mac” McGrath, policía de Staten Island, Nueva York.
- Rosewood (serie) (2015-) - Capt. Ira Hornstock
- Bridge of Spies (2015) - Agent Blasco
- The Wannabe (2015) - Mickey
- Daredevil (serie) - Bill Fisk (2015)
- God's Pocket (2014) - Sal
- The Gambler (2014)
- The Family (2013) - Caputo
- Boardwalk Empire (serie) (2013-2014) - Ralph Capone
- Blue Bloods (serie) (2013) - Lt. Sutton
- Chicago Fire (serie) (2013) - (Lucci) Prison Guard
- Blood Ties (serie) (2013)
- Breakout Kings (serie) - Ray Zancanelli (2011-2012)[2]
- How Do You Know (2010) - Bullpen Pitcher
- Bored to Death (2010) - Eric
- 24 (2010) - John Mazoni
- Life’s a Beach (2010) - Schmitty
- Public Enemies (2009) - Gilbert Catena
- Law & Order: Criminal Intent (2009) - Frank Stroup
- SIS (2008) - Vic
- Sympathetic Details (2008) - Vincent
- Finnegan (2008) - Detective Tony Carbo
- The Man (2007) - Cueball
- Miami Vice (2006) - Detective Stan Switek
- Entourage (serie) - episodios "Dominated" & "Guys and Doll" (2006) y "ReDOMption" (2008) - Dom
- Freedomland (2006) - Leo Sulivan
- Find Me Guilty (2006) - Jerry McQueen
- Carlito's Way: Rise to Power (2005) - Artie Bottolota, Jr.
- Law & Order: Trial by Jury (serie) - episodio "Blue Wall" (2005) - Joe Petro
- The Jury (serie) - episodio "Too Jung to Die" (2004) - Marcus Peluso
- S.W.A.T. (2003) - GQ

- The Wire (2002–08, TV series) - Thomas "Herc" Hauk
- Phone Booth (2002) - Wyatt
- Love in the Time of Money (2002) - Eddie Iovine
- Kate & Leopold (2001) - Counterman
- Third Watch (serie) - episodio "Childhood Memories" (2001) - Det. Barry Newcastle
- NYPD Blue (serie) - episodio "Johnny Got His Gold" (2001) - Max Legazi
- 61* (2001) - Moose Skowron
- Oz (serie) - episodio "Obituaries" & "A Cock and Balls Story" (2000) - Ralph Galino
- The Yards (2000) - Todd
- The Beat (serie) - episodio "The Beat Goes On" (2000)
- The Young Girl and the Monsoon (1999) - Frankie
- For Love of the Game (1999) - Tow Truck Driver
- Just One Time (1999) - Cyrill
- Law & Order (serie) - episodio "Ambitious" (1999) - Jason Vitone
- Side Streets (1998) - Police Officer one
- 54 (1998) - Key
- Kiss Me, Guido (1997) - Joey Chips
- A Bronx Tale (1993) - Nicky Zero